# 雙魚座WZ
雙魚座WZ，又名BD+07 324，HD 12872、SAO 110337、HR 614，是雙魚座的一颗恒星，视星等为6.31，位于銀經152.67，銀緯-50.26，其B1900.0坐标为赤經2h 0m 55.3s，赤緯+7° -50.26′ 14″。